# Aroga velocella
Aroga velocella — вид лускокрилих комах з родини виїмчастокрилі молі (Gelechiidae).

## Поширення
Вид поширений в Європі, Туреччині, на Кавказі, в Середній Азії та у Сибіру.

## Опис
Розмах крил 14-19 мм.

## Спосіб життя
Імаго розлітаються в травні і знову в серпні. Є два покоління на рік. Личинки живляться на щавелі горобиному (Rumex acetosella). Вони живуть у шовковистому ходу біля основи рослини.